# 克拉维耶
克拉维耶（法語：Clavier，法語發音：[klavje] ⓘ）是比利时瓦隆大区列日省于伊區的一个市镇，南与那慕爾省和盧森堡省接壤，通行法语，是比利时法语社群的一部分，面积79.12平方千米，人口4,617人（2018年1月1日）。